# Galkhausener Bach
| Zuläufe und Bauwerke \| Galkhauser Bach \| Galkhauser Bach \| Galkhauser Bach \| \| ---------------------- \| --------------- \| ------------------------------ \| \| Legende \| \| \| \| Leichlingen \| \| Leichlingen \| \| \| \| \| \| \| \| \| \| Landesstraße L288 \| \| \| \| Langenfeld (Rheinland) \| \| Langenfeld (Rheinland) \| \| Bundesautobahn 3 \| \| \| \| \| \| \| \| Hapelrath \| \| \| \| \| \| Dückeburgbach \| \| \| \| Dückeburg \| \| \| \| Reusrather Bach \| \| \| \| Rheinische Kliniken Langenfeld \| \| Bundesautobahn 542 \| \| \| \| \| \| \| \| Blockbach \| \| \| \| \| \| \| \| \| \| \| \| \| \| Langenfelder Marktplatz \| \| \| \| \| \| \| \| \| \| \| \| \| \| Burbach \| \| \| \| Düsseldorf \| \| Düsseldorf \| \| Kaiser-Wilhelm-Graben \| \| \| \| Schloss Garath \| \| \| \| Garather Mühlenbach \| \| \| |  |                                |
| Galkhauser Bach |  |                                |
| Legende |  |                                |
| Leichlingen |  | Leichlingen                    |
| |  |                                |
| |  |                                |
| Landesstraße L288 |  |                                |
| Langenfeld (Rheinland) |  | Langenfeld (Rheinland)         |
| Bundesautobahn 3 |  |                                |
| |  |                                |
| Hapelrath |  |                                |
| |  | Dückeburgbach                  |
| |  | Dückeburg                      |
| |  | Reusrather Bach                |
| |  | Rheinische Kliniken Langenfeld |
| Bundesautobahn 542 |  |                                |
| |  |                                |
| Blockbach |  |                                |
| |  |                                |
| |  |                                |
| |  | Langenfelder Marktplatz        |
| |  |                                |
| |  |                                |
| |  |                                |
| Burbach |  |                                |
| Düsseldorf |  | Düsseldorf                     |
| Kaiser-Wilhelm-Graben |  |                                |
| Schloss Garath |  |                                |
| Garather Mühlenbach |  |                                |

Der Galkhauser Bach ist ein fast 10 Kilometer langer Bach in den nordrhein-westfälischen Städten Leichlingen, Langenfeld und zuletzt Düsseldorf. Er ist ein südsüdöstlicher und linker Zufluss des  Garather Mühlenbachs.

## Geographie

### Verlauf
Der Galkhauser Bach entspringt in der auch Roßlenbruch genannten Riedbachaue südlich der Landesstraße L 288 im Westen der Stadt Leichlingen. Als Riedbach fließt die Aue in südwestlicher Richtung und unterquert die Landesstraße L 288 sowie die parallele Bundesautobahn 3, die zwischen L 403 (Bergische Landstraße) und L 291 (Solinger Straße) gleichzeitig die Stadtgrenze Langenfelds ist. Als „Hapelrather Bach“ durchfließt er Hapelrath und unterquert die 1874 gebaute Bahnstrecke Speldorf–Richrath–Immigrath–Opladen–Morsbroich–K-Mülheim-Troisdorf der ehemaligen Rheinische Eisenbahn-Gesellschaft in der Nähe der Unterführung des Verbindungswegs von der „Alte Schulstraße“ nach Furth. Reste eines trockenen Zulaufs aus Richtung Leichlingen-Trompete finden sich von der A 3 aus entlang des Waldrandes parallel zur „Trompeter Straße“. Im Westen endet dieses einstige Nebengewässer allerdings unmittelbar vor und drei Meter über der Trasse der Eisenbahnlinie. Sein mutmaßlich altes Bett nimmt dieser Zulauf erst wieder ab etwa der Höhe der Unterquerung der Bahnstrecke auf. Mit seinem vertieften, neuen Bachbett entwässert der Galkhauser Bach die südlichen Gebiete des Further Moores und schränkt den Kernbereich des Moores auf den vom Blockbach durchflossenen, nördlichen Teil ein. In Höhe Dückeburg nimmt er zudem ein linkes Nebengewässer auf, welches mutmaßlich früher der Entwässerung und damit der Wasserregulierung der Wassergräben der ehemaligen Wasserburg diente. Der einstige Zulauf zum Wassergraben, ein kleiner Bach, hat seinen Ursprung in der Ortslage Virneburg. Ein hinter dem Bauernhof Möckenburg befindliches rechteckiges Wasserbecken im Wald diente mutmaßlich einst der Regulierung des Zulaufs zu den Gräben der Burganlage Dückeburg.
Bei den Rheinischen Kliniken im Ortsteil Galkhausen bekommt der Bach linksseitig Zufluss vom Reusrather Bach, welcher in den Locher Wiesen auch Locher Bach genannt wird, und fließt nun in nordwestliche Richtung. Kanalisiert unterquert er, westlich fließend, die Bundesautobahn 542 und wechselt nach Zufluss eines linken Nebenbachs erneut in nordwestliche Richtung. Dort durchquert er die Langenfelder Innenstadt, nimmt am Hucklenbruch von rechts den Blockbach auf und verschwindet im Bereich des Langenfelder Marktplatzes am Ort Ganspohl in einer Verrohrung. Die Straße oberhalb des hier auch Ganspohler Bach genannten Galkhauser Bachs trägt den Namen Bachstraße. In der Verrohrung wechselt er zunächst die Fließrichtung nach Westen, bevor er wieder  die nordwestliche Hauptrichtung einschlägt. Im westlichen Teil der Bachstraße, ab der Einmündung des Lilienthalwegs, wird der Bach wieder oberirdisch und auf weiten Strecken bis zur Stadtgrenze in einem inzwischen wieder naturnahen (renaturierten) Bachbett geführt.
Zwischen der Theodor-Heuss-Straße und dem Stadtbad nimmt er zudem den Immigrather Bach auf, der zuvor die gesamte Innenstadt unterirdisch durchquert hat. Ab dem Reitsportzentrum Gut Langfort verlässt der Galkhauser Bach innerstädtisches Gebiet und fließt durch Parkanlagen und Felder der Düsseldorfer Stadtgrenze zu. Dort trägt der Galkhauser Bach auch den Namen Langforter Bach. Kurz vor der Grenze fließt von Osten noch der Burbach ein, kurz dahinter der Kaiser-Wilhelm-Graben. Im Düsseldorfer Stadtteil Garath mündet der Galkhauser Bach schließlich bei Schloss Garath von links in den Garather Mühlenbach.
Der 9,8 km lange Lauf des Galkhauser Bachs endet ungefähr 30 Höhenmeter unterhalb seiner Quelle, er hat somit ein mittleres Sohlgefälle von circa 3,1 ‰.

### Zuflüsse
Von der Quelle zur Mündung. Länge in Kilometer (km) und Größe des Einzugsgebiets in Quadratkilometer (km²) nach dem  Topographisches Informationsmanagement, Bezirksregierung Köln, Abteilung GEObasis NRW. Mittlerer Abfluss (MQ) in Liter pro Sekunde (l/s) nach dem Fachinformationssystem ELWAS des Ministeriums für Umwelt, Naturschutz und Verkehr NRW
- Dückeburgbach (links), 0,7 km[4]
- Reusrather Bach (links), 2,5 km, 1,56 km², 19,71 l/s
- Blockbach (rechts), 2,6 km, 2,05 km², 20,17 l/s
- Immigrather Bach (rechts), 3,9 km, 3,97 km², 34,13 l/s
- Burbach (rechts), 7,5 km, 10,44 km², 57,14 l/s
- Kaiser-Wilhelm-Graben (rechts), 0,5 km, 0,16 km²